# Team Fortress
 (janvier 2015).
Si vous disposez d'ouvrages ou d'articles de référence ou si vous connaissez des sites web de qualité traitant du thème abordé ici, merci de compléter l'article en donnant les références utiles à sa vérifiabilité et en les liant à la section « Notes et références ».
Team Fortress est un jeu vidéo (modification de Quake) développé par trois étudiants australiens en 1996. Aujourd'hui d'autres modifications ont été réalisées pour d'autres moteurs de jeu et qui reprennent les concepts du jeu, comme Team Fortress Classic pour Half-Life, Enemy Territory Fortress pour Enemy Territory ou Fortress Forever pour Half-Life 2 et dans un style très à lui, le dernier de Valve, Team Fortress 2.

## Système de jeu
Team Fortress se joue essentiellement en mode capture de drapeau[réf. nécessaire]. Le mode de jeu diffère selon la carte. Un éditeur de niveau pour le jeu mis à la disponible au public, de nombreuses cartes non officielles sont apparues.
Le jeu repose sur le concept de classe de personnage : au démarrage de la partie, vous choisissez parmi les classes disponibles. Votre choix influera sur votre équipement, votre vitesse, votre résistance. Certaines classes sont plutôt orientées défense, comme l'Engineer ou le Heavy, tandis que d'autres sont plutôt orientées attaque, comme le Scout ou le Spy.
Chaque classe a également ses propres grenades. Certaines donnent des hallucinations (les personnages apparaissent dans une même couleur), d'autres brûlent ceux qui passent dans leur zone d'effet, ou lancent de la mitraille dans toutes les directions.

### Les classes
Le joueur peut incarner plusieurs types de personnages. Le Scout qui n'est autre qu'un éclaireur équipé d'armes légères tandis que le Heavy Weapons Guy est équipé d'armes très puissantes. Le Soldier est la classe la plus polyvalente. Le Medic est là pour soigner ses coéquipiers. L'Engineer a la possibilité de construire certaines petites installations. On peut aussi choisir la classe Spy qui permet de se transformer en un soldat de l'équipe adverse et de devenir invisible quelques secondes. Le Demoman permet d'incarner un artificier. Quant au Pyro, il est équipé d'armes incendiaires. Une classe Sniper est aussi disponible.

## Développement
Team Fortress est à l'origine une modification de Quake développée par de jeunes Australiens, Robin Walker, John Cook et Ian Caughley, dont la première version sort le 24 août 1996.
Ce mod introduit une notion de classe de personnages ouvrant une nouvelle ère du jeu en équipe. Les concepteurs des cartes utilisèrent les nombreuses ressources fournies par le mod et purent ainsi créer en plus des cartes « Capturer le drapeau » (Capture the flag), des cartes avec des systèmes de points de contrôles ou des cartes « Tuer la proie » (Hunted).
En 1998, l'équipe, devenue la Team Fortress Software, commence à travailler sur Team Fortress II for Quake 2. TF2 devait être une adaptation de TF avec le moteur plus performant de Quake 2. De plus l'équipe développait un macro-langage, le mapC (à l'instar du QuakeC) pour offrir encore plus de liberté aux concepteurs de cartes. Le suivi des bugs de TF fut confié à une équipe de développeurs qui l'emmena jusqu'à la version 2.9. L'équipe de TF Software se heurte à des problèmes dus principalement au moteur de Quake 2 qui rendaient certaines caractéristiques de TF (comme les différentes vitesses) difficiles à gérer.
Team Fortress II pour Quake 2 ne voit jamais le jour. La société fut approchée par Valve Software, qui était train de développer un jeu basé sur le moteur de Quake: Half-Life. GoldSrc, ou GoldSource, est le moteur de jeu utilisé par Valve Corporation et sorti en 1998. Ce moteur est une version très optimisée du moteur QuakeWorld, lui-même une optimisation du Quake engine (utilisé par le jeu Quake). Team Fortress est dans un premier temps un mod de Quake.
Quand Half-Life arrive sur la plateforme de Valve, la communauté Team Fortress a la désagréable surprise de voir que le jeu est devenu un supplément à part de Half-Life. Le phénomène s'amplifie à la sortie de Half-Life 2, lorsqu'il fut annoncé que Team Fortress 2 serait un jeu à part entière. Valve Software sort alors Team Fortress Classic, un remake de Team Fortress sur le moteur de Half-Life.